# ダディ・ノスタルジー
『ダディ・ノスタルジー』（フランス語: Daddy Nostalgie (オリジナル)、英語: These Foolish Things (英国公開版)、英語: Daddy Nostalgia (米国公開版) ）は、1990年に公開されたフランスの劇映画。監督はベルトラン・タヴェルニエ。第43回カンヌ国際映画祭に出品された。ダーク・ボガードの遺作となった。共演のオデット・ロールはセザール賞助演女優賞を受賞した。

## あらすじ
パリに住むフリーランスのシナリオライター、カロリーヌは父トニー（ダディ）が手術を受けたとの知らせを受けて故郷の南仏に戻り、父の術後の静養中は母ミッシュを手伝うことにする。家族3人は会話や回想を通じて関係を確かめ合う。
ミッシュは頑迷で保守的なカトリック信徒で、取り柄はもはや失われた美貌と信仰のみという女性。トニーは外の世界に興味がない底の浅い利己的な人物だが、取り柄は愛嬌で、そのため慢性的な痛みや死の恐怖も周囲からは隠されていた。
カロリーヌは両親を愛したいと思うが、これまでずっと両親との関係が希薄で特に自分が離婚してからは没交渉だった。トニーの余命が数週間とわかってカロリーヌは父の多くを知ろうとし、絆を深めていく。
預けてきた息子を引き取りにパリに戻ってから、カロリーヌは父の死を知る。しかし鉄道がストライキで動かず、航空便も満席で南仏に向かえず、カロリーヌは悲しみを抱えて一人でパリをさまよう。

## キャスト
- ダディ：ダーク・ボガード
- カロリーヌ：ジェーン・バーキン
- ミッシュ：オデット・ロール
- 看護師バルバラ：シャルロット・カディ
- ジュリエット：エマニュエル・バタイユ
- ナレーター：ベルトラン・タヴェルニエ（クレジットなし）

## 音楽
主題歌「ディーズ・フーリッシュ・シングス〜悩みのたね」はジェーン・バーキンとジミー・ロウルズのデュエット、ジミー・ロウルズのピアノソロ、ジミー・ロウルズの単独での歌唱という３つのパターンで流れる。